# Перевозинка (село)
Перевозинка — село в Бузулукском районе Оренбургской области России. Входит в состав Новоалександровского сельсовета.

## География
Село находится в западной части Оренбургской области, в пределах возвышенности Общий Сырт, в степной зоне, на левом берегу реки Бузулук, к северу от автотрассы М5, на расстоянии примерно 6 километров (по прямой) к югу от города Бузулука. Абсолютная высота — 68 метров над уровнем моря.
Климат
Климат характеризуется как резко континентальный с морозной суровой зимой и жарким сухим летом. Среднегодовая температура составляет 4 °C. Средняя температура воздуха самого тёплого месяца (июля) — 21,9 °C; самого холодного (января) — −14,8 °C (абсолютный минимум — −43 °C). Безморозный период длится в течение 142 дней в году. Среднегодовое количество атмосферных осадков составляет 393 мм.
Часовой пояс
Село Перевозинка, как и вся Оренбургская область, находится в часовой зоне МСК+2. Смещение применяемого времени относительно UTC составляет +5:00.

## Палеонтология
В отложениях раннего триасового периода (нижнеиндский подъярус) Перевозинки найдены ископаемые образцы темноспондильной амфибии Tupilakosaurus sp. и рептилиоморфа Axitectum vjushkovi.

## История
Основано в начале XIX века купцом Перевозниковым, по фамилии которого получило своё название. По другой версии название села связано с паромной переправой через реку.

## Население
| 2003 | 2010 |
| ---- | ---- |
| 488  | ↗605 |

Гендерный состав
По данным Всероссийской переписи населения 2010 года в гендерной структуре населения мужчины составляли 50,6 %, женщины — соответственно 49,4 %.
Национальный состав
Согласно результатам переписи 2002 года, в национальной структуре населения русские составляли 95 % из 481 чел.